# Abadía de Grandselve
La Abadía de Grand-Selve o Grandis Silva fue un monasterio masculino fundado en 1114 por Géraud de Salles y perteneciente a la orden de Císter desde 1144. Estaba ubicada en el país de Rivière-Verdun, en Bouillac, en Gascuña, y era responsabilidad de la diócesis y el Parlamento de Toulouse, la intendencia de Auch y la elección de Rivière-Verdun.

## Geografía
La abadía estaba ubicada en la orilla del arroyo Nadesse, al oeste de Verdun-sur-Garonne y la orilla izquierda del Garona.

## Historia

### Fundación
Grandselve fue fundada en 1114 por Géraud de Salles, quien puso esta nueva ermita bajo el dominio de San Benito y la autoridad de la abadía de Cadouin. Esta fundación fue reconocida en 1117 por Amelius, obispo de Toulouse, quien le autorizó a construir una iglesia en honor a Dios, la Virgen y Santa María Magdalena, así como las casas necesarias para las moradas de los monjes. Les dio tierras que dependían de su obispado a cambio de su apego a Císter. En 1145 el abad Bertrand I lo consagró durante una entrevista en Claraval con san Bernardo, a quien entregó sus abadías.

### Expansión y poder
A partir de esa fecha, la abadía, que se benefició de numerosas donaciones, se convirtió en una de las más florecientes del sur francés con una iglesia de más de cien metros de largo por veinte de ancho. Probablemente comenzó a fines del siglo XII, se dedicó el 30 de abril de 1253 en presencia de varios obispos y abades.
Se establecen molinos en los ríos, se crean fábricas de tejas, se plantan vides. Sus posesiones se estiman en más de 20.000 hectáreas divididas en 25 graneros. Posee edificios en París, Toulouse, posee una gran parte del puerto de Verdun-sur-Garonne y en el siglo XIV dos bodegas en Burdeos donde envía, de forma gratuita, 300 barriles de vino.
Fundó en Francia las abadías de Fontfroide en 1144, Calers en 1147, Candeil en 1150 luego en España Santes Creus, en Tarragona, en 1152 y Cartagena en 1273. En 1281 creó en Toulouse, un Colegio San Bernardo para la enseñanza de la teología que acogió a los estudiantes hasta la Revolución. Por paréage con el rey Felipe III representado por su Senescal de Toulouse, Eustache de Beaumarchès, fundó las bastidas de Beaumont-de-Lomagne en 1279 y luego de Granada en 1290 en paréage con Felipe IVl representado por el mismo. Estos se convierten en importantes centros comerciales, como aún se puede apreciar desde los dos pabellones de su plaza central. Goza de la protección de los Papas y los grandes señores: Pedro II de Aragón, Raimundo Roger Trencavel, Bernard de Comminges, Raimundo VI, Felipe III, Ricardo Corazón de León . Allí están enterrados Guillermo VI y VII, condes de Montpellier.

### Declive y desaparición
Del siglo XIV, su influencia fue contrarrestada por la de las nuevas órdenes mendicantes. Durante la Guerra de los Cien Años permaneció leal a Francia, lo que le valió represalias. Mientras los edificios sufrían las incursiones inglesas y los estragos de las grandes empresas, los monjes tuvieron que refugiarse en Granada y sus casas en Burdeos se arruinaron. Por otro lado, Grandselve sufrió poco por las guerras de religión : algunos graneros fueron saqueados y devastados, pero la abadía se conservó. Pero a partir de 1476, el régimen encomienda pesó sobre el monasterio. Aún propietaria de un importante patrimonio territorial en el sur de Francia, la abadía puede pagar alrededor de 16 000 libras de ingresos a sus abades comanditarios. Pero el abad, obligado a ocuparse de las reparaciones de los edificios, más o menos lo desestimó.
El número de religiosos disminuyó gradualmente y eran solo 16 en 1790. Después de resistir, se separaron y abandonaron la abadía en marzo de 1791. Inmediatamente el distrito tomó posesión del local y el 21 de agosto de 1791, el monasterio y dos fincas vecinas fueron vendidas como propiedad nacional. En 1793 se comienzan a derribar los primeros edificios: claustro, sala capitular, ala de los monjes. En 1803, la iglesia abacial sucumbe a su vez. El negocio hotelero fue finalmente demolido poco después de 1815. Solo queda la puerta de entrada.

## Arquitectura y descripción
De esta antigua abadía destruida en 1793, sólo queda:
- la puerta de entrada del siglo XVIII
- restos expuestos en un museo en el sitio
- un conjunto de capiteles, incluido un capitel gemelo (siglos XII-XIII), depositado en el Museo Ingres-Bourdeller de Montauban[3]
- siete relicarios guardados en la iglesia de Bouillac con el tesoro de Grandselve.

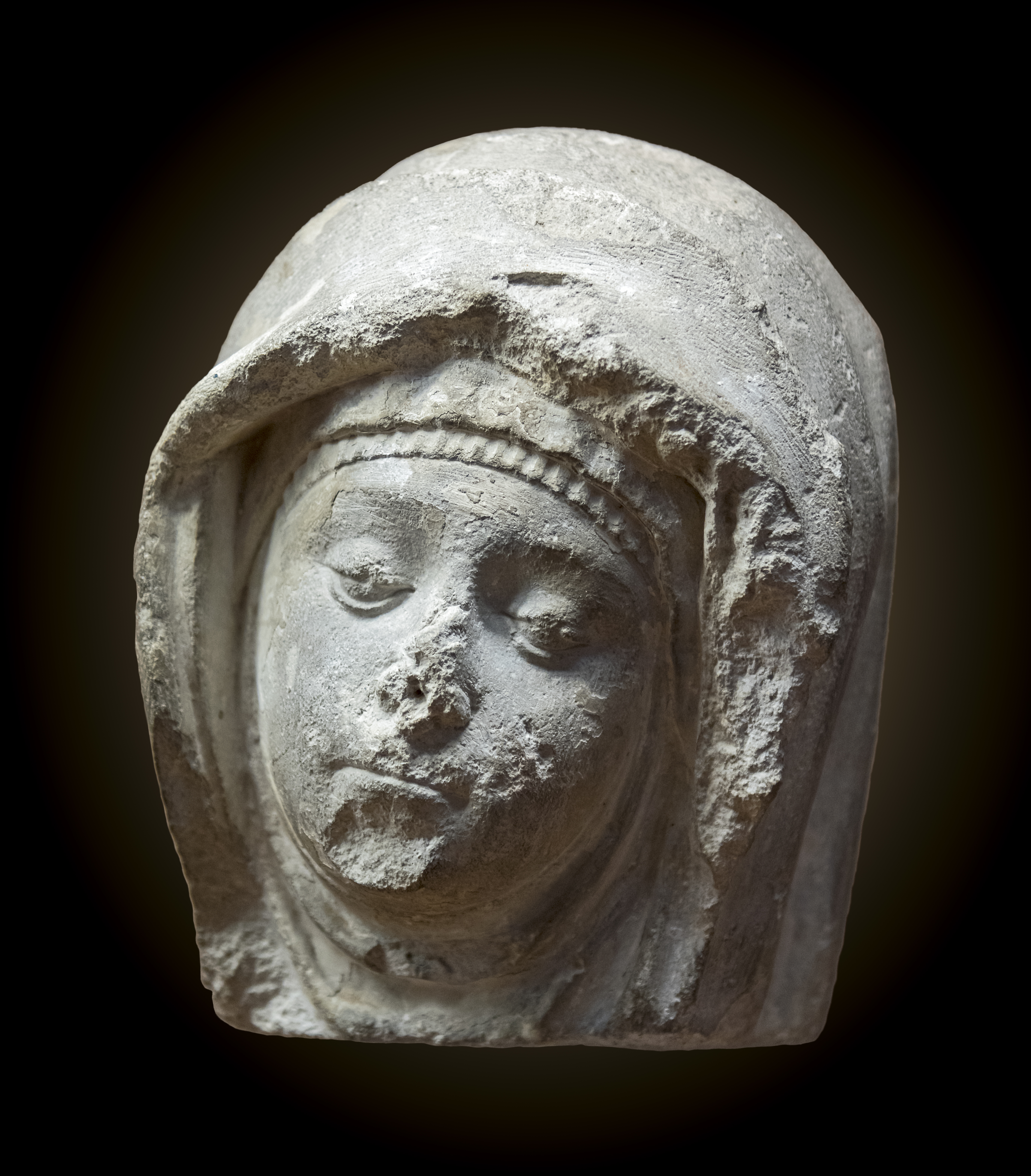
Jefa de mujer Musée des Augustins de Toulouse
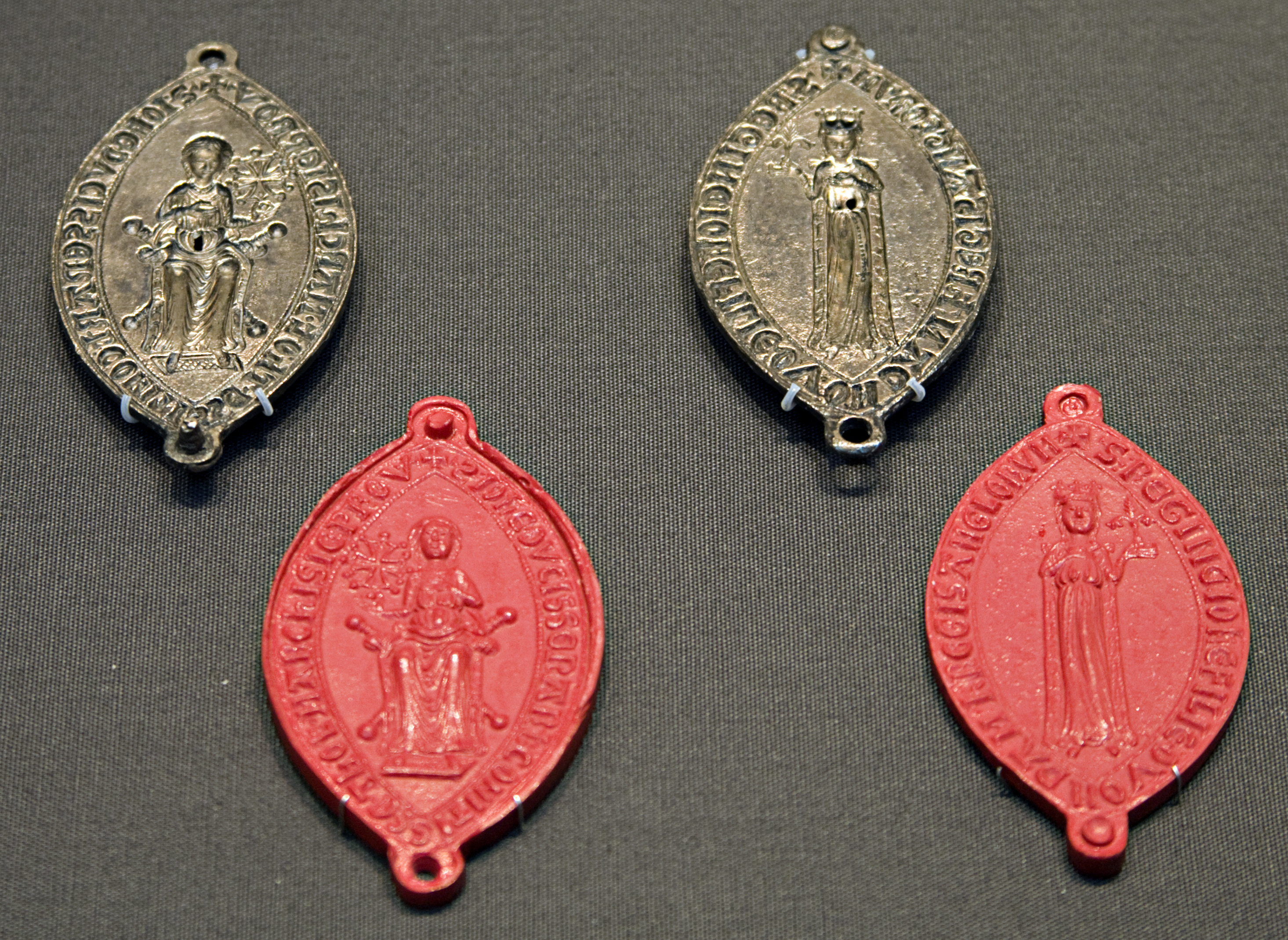
Matriz de sello de plata doble de Juana de Inglaterra que data de 1196-99, encontrada en la Abadía de Grandselve, ahora en el Museo Británico .

## Filiación y dependencias
Filial de la abadía de Claraval, Grandselve es madre de las abadías de:
- Fontfroide en 1144, Calers en 1147, Candeil en 1150 en Francia.
- Santes Creus en 1152 y Cartagena en 1273 en España.[1]

## Lista de abades

### Abades regulares
- 1114-1128 : Etienne
- 1128-1149 : Bertrand I
- 1149-1158 : Alejandro I
- 1158-1165 : Pons yo
- 1165-1174 : Pons II
- 1174-1178 : Guy Vidal
- 1178-1198 : Guillaume I de Combanol
- 1198-1202 : Arnaud I Amaury
- 1202-1214 : Guillermo II Robert
- 1214-1218 : Pedro I
- 1218-1221 : Raymond I Pierre de Roqueville
- 1221-1224 : Bernard I
- 1224-1232 : Élie Guarin
- 1232-1236 : Arnaud II Gaillard
- 1236-1237 : Bernardo II
- 1238-1240 : Raymond II Berthier
- 1240-1244 : Cardenal Eudes de Châteauroux
- 1244-1249 : Pierre II Raymond
- 1249-1258 : Ricardo
- 1259-1262 : Pons III
- 1263-1269 : Bernardo III de Bac
- 1269-1288 : Bertrand II Joffre
- 1288-1293 : Pedro III Alfaric
- 1293-1318 : Bertrand III de Bruaval
- 1318-1319 : Jean Gilles
- 1319-1326 : Pons IV Maurin
- 1326-1348 : Guillaume III de Piret
- 1348-1368 : Raoul
- 1368-1386 : Bernardo IV de La Fours
- 1386-1391 : Bertrand IV
- 1391-1398 : Galin
- 1398-1424 : Pierre IV Olier
- 1424-1432 : Jean I Azémar
- 1432-1461 : Gilles de Morban
- 1461-1475 : Bertrand V d'Albi
- 1475-1476 : Arnaud III Blanco

### Abades comanditarios
- 1476-1477 : Antoine Pierre de Narbonne de Talairan
- 1477-1494 : Cardenal Georges I d'Amboise de Chaumont
- 1494-1519 : Luis I de Narbonne de Talairan
- 1519-1530 : Gabriel I de Narbonne de Talairan
- 1530-1535 : Georges II de Narbonne de Talairan
- 1535-1560 : Cardenal Juan II de Bertrand de Villèles
- 1560-1563 : Pierre V de Bertrand de Villèles
- 1563-1589 : Cardenal Alejandro II Farnesio de Parma
- 1589-1593 : Pierre VI de Lanes de La Roche
- 1593-1599 : Pierre VII de Lanes de La Roche
- 1599-1612 : Cardenal Luis II de Nogaret de La Valette d'Epernon (1)
- 1612-1615 : Cardenal François de Joyeuse
- 1615-1639 : Cardenal Luis II de Nogaret de La Valette d'Epernon (2)
- 1639-1659 : Luis III Armand de Borbón-Condé, Príncipe de Conti
- 1659-1661 : Cardenal Jules Mazarin
- 1661-1707 : Gabriel de Roquette
- 1707-1720 : Joseph Ist Emmanuel de La Trémoïlle de Noirmoutier
- 1720-1761 : Frédéric-Marcel de Lanti de la Roëre
- 1761-1778 : José II Alphonse de Véry
- 1778-1789 : Louis IV Athanase Des Balbes de Berton de Crillon